# Tartowizna
Tartowizna – nieoficjalna część miasta Brok w Polsce, w województwie mazowieckim, w powiecie ostrowskim, dawniej odrębna miejscowość Rozpościera się wzdłuż obecnej ulicy Zamoście, na wschód od centrum Broku.

## Historia
Tartowizna to dawniej odrębna osada (kolonia) i folwark w gminie Nagoszewo, a od 1868 w gminie Orło w powiecie ostrowskim w guberni łomżyńskiej. W II RP Tartowizna należała do powiatu ostrowskiego w woj. białostockim. 1 stycznia 1925 Tartowiznę wyłączono z gminy wiejskiej Orło i włączono do Broku.